# Fleur Delacour
Fleur Isabelle Delacour (Asszonynevén: Fleur Isebelle Weasley) egy kitalált személy a Harry Potter-könyvsorozatban, amit J. K. Rowling írt.
|  | Alább a cselekmény részletei következnek! |

Fleur a tekintélyes Beauxbatons Mágusakadémiára jár, ami Franciaországban található. Fleur tehetséges boszorkány. Először a Harry Potter és a Tűz Serlegében jelenik meg, amikor őt választják ki iskolája bajnokának a rangos Trimágus Tusán. A Tusa második próbáján pedig barátságot köt Harryvel, amiért az a roxforti tó mélyéről felhozza Fleur húgát, Gabrielle-t.
A lány visszatér a 6. kötetben, amikor kiderül, hogy Bill Weasley-vel össze fognak házasodni. Weasley-ék eleinte ki nem állhatják a lányt, mivel fellengzős, nagyon tudatában van saját képességeinek és nem kifejezetten érdekli mások véleménye; így szert tesz a "Francica" gúnynévre. A könyv végén, amikor Billt megmarja egy átalakulatlan vérfarkas, Fenrir Greyback, szétroncsolva Bill amúgy szép szabású arcát, Molly Weasley azt hiszi, Fleurnek így nem kell a fia. Kiderül azonban, hogy Fleur valóban szereti Billt, így a családi ellenszenvnek is vége.
A 7. könyvben Fleur és Bill összeházasodnak és ezen esküvő lesz az első, amit Harry valaha is látott. Az esküvő azonban rosszul végződik, mivel a Minisztérium elesett, így a halálfalók törvényes hatalommal törhettek be az Odúba. Később Harryék meglátogatják Fleuréket házukban, a Kagylólakban (angolul: Shell Cottage).
Fleur egynegyed részt véla, nem tisztavérű. Kishúga, Gabrielle rendkívül fontos számára. A hetedik részben megismerkedünk szüleivel is, akik sokkal jobban beszélik az angol nyelvet.
A hetedik kötet végén található epilógusban említenek egy bizonyos Victoire-t, aki nem más, mint Bill és Fleur legidősebb lánya. Ő Teddy Lupin, Remus és Tonks fiának a barátnője.
A filmekben Delacourt Clémence Poésy játssza.